# Piwowary (województwo podlaskie)
Piwowary – wieś w Polsce położona w województwie podlaskim, w powiecie monieckim, w gminie Goniądz.
W latach 1975–1998 miejscowość administracyjnie należała do województwa łomżyńskiego.
Wierni kościoła rzymskokatolickiego należą do parafii św. Agnieszki w Goniądzu.

## Historia
Wieś królewska w starostwie knyszyńskim w ziemi bielskiej województwa podlaskiego w 1795 roku. 
Według spisu ludności z 30 września 1921 Piwowary zamieszkiwało ogółem 225 osób z czego mężczyzn - 108, kobiet - 117. Budynków mieszkalnych było 34.